# Distributismo
Distributismo, também conhecido como distribucionismo ou distributivismo, é uma teoria política e econômica inglesa pensada inicialmente pelo historiador francês Hilaire Belloc. Tal teoria tem como principal característica se opor ao capitalismo e ao socialismo, em defesa da propriedade privada e de uma autêntica concepção de liberdade, além de possuir características tradicionalistas.
Desenvolvido no final do século XIX e início do século XX, o distributismo baseava-se nos princípios da doutrina social católica, especialmente nos ensinamentos do Papa Leão XIII em sua encíclica Rerum novarum (1891) e do Papa Pio XI em Quadragesimo anno (1931). 
Embora Hilaire Belloc tenha sistematizado a teoria em seu livro O Estado Servil (1913), o principal propagador das ideias distributistas foi o famoso escritor e frasista inglês Gilbert Keith Chesterton. Além deles, vários outros pensadores de reconhecida importância aderiram a dita teoria econômica: Arthur Penty, Cecil Chesterton, W. T. Titterton e Vincent McNabb são apenas alguns deles.
O distributismo é exposto por Daniel Sada Castaño como uma espécie de "terceira via", à medida que se opõe ao capitalismo e também ao socialismo.
Sendo assim, para este sistema, o capitalismo e socialismo são duas faces da mesma moeda, na medida em que ambos são sistemas concentradores de propriedade: o primeiro a concentra nas mãos de alguns poucos indivíduos, o segundo nas do Estado.
O lançamento da base do pensamento distributista surge de uma ruptura com o socialismo quando se deu num debate, travado na revista New Age nos anos de 1907 e 1908, do qual, se colocou em lados opostos as duplas de intelectuais Chesterton e Belloc e George Bernard Shaw e H. G. Wells. Nele, foram pela primeira vez expostos pela dupla de intelectuais cristãos algumas das ideias que constituiriam o distributismo.
Em 1913, Hilaire Belloc publica seu livro “O Estado Servil”, que é considerado como o marco inaugural do distributismo por ser a obra na qual, pela primeira vez, esse termo aparece. É ainda necessário dizer que o distributismo foi principalmente um movimento de ideias. Nessa altura, nunca houve um partido ou um sindicato que o tenha levantado como bandeira. Existiu a liga distributista, mas ela era um movimento mais de cunho intelectual que político. Essa surgiu no dia 17 de Setembro de 1926 e tinha como objectivo “restaurar a propriedade”, segundo pronunciou Chesterton no discurso inaugural. Ele foi eleito o primeiro presidente da Liga. Escreveu uma série de artigos no G. K. Weekly. Ele ainda publicará outras obras, mas o principal veículo de aprofundamento e divulgação das ideias distributistas será, nesse semanário, os quais depois foram compilados no livro The Outline of Sanity (1926).
Nos Estados Unidos, durante a década de 1930, o distributismo foi tratado em inúmeros artigos no The American Review, publicado e editado, por Seward Collins.
Há quem refira que há influência das ideias distributivistas na obra O Senhor dos Anéis, escrita entre 1937 e 1949 por J. R. R. Tolkien, mas que o filme não as reproduz muito bem.

## Distributismo em Belloc
A crítica exposta por Hilaire Belloc em 1913 é um bom ponto de partida para justificar essa denominação de distributismo e também para elucidar a importância dada aos distributistas à instituição da propriedade privada:
Para Belloc, a transformação inteligente, específica e necessária do meio, fruto da capacidade criativa peculiar ao homem, recebe o nome de “produção de riqueza”. Logo, “riqueza” é toda a matéria inteligentemente transformada de forma a atender às necessidades humanas. O meio a ser transformado recebe o nome de “terra”; nela se inclui os instrumentos necessários à produção de riquezas: ferramentas, maquinários, etc. A energia humana, seja mental ou física, utilizada na produção de riquezas recebe o nome de “trabalho”.
Como todo processo de produção de riquezas requer tempo, durante o qual o produtor precisa suprir suas necessidades, é comum que se reserve parte da riqueza de uma produção passada para atender às necessidades futuras. Além do suprimento das necessidades pessoais o produtor planeja parte dos lucros de uma produção para um novo investimento: essa reserva de riquezas utilizada em um novo investimento recebe o nome de “capital”.
Sendo assim, o processo de produção de riquezas depende, necessariamente, de três fatores: terra, trabalho e capital.
A expressão “meio de produção”, no pensamento de Belloc, diz respeito à terra e ao capital conjugados. Logo, quando se afirma que um homem não possui de modo privado os meios de produção, deve ser entendido que ele não poderá produzir riquezas de modo a suprir suas necessidades, a menos que um possuidor dos meios de produção o permita.
Ao homem desprovido dos meios de produção só lhe resta o trabalho. O indivíduo livre, que oferece seu trabalho em troca de parte dos lucros, recebe o nome de proletário. Esse tipo de relação entre possuidores dos meios de produção e proletários caracteriza a sociedade capitalista.
Certamente, Belloc não limita ao capitalismo a relação de “venda de força de trabalho”. Pelo contrário, diz que isso era comum no período medieval, sobretudo nos casos em que o indivíduo não era capaz de produzir o que necessitava e então oferecia seu trabalho, durante um curto período de tempo, a outro produtor, esperando receber bens necessários para a sua vida. Belloc, não vê servidão nessa forma de contrato de troca entre um homem que possui os meios de produção e o que oferece o trabalho.
Do mesmo modo, não considera servil uma sociedade na qual os homens trabalham por entusiasmo, credo religioso, medo da miséria ou por pretensão de lucro. Tampouco vê servidão numa sociedade onde os homens possam se valer do seu direito de trabalhar, ou não, como instrumento para negociar melhorias nas suas condições, tendo ao seu lado garantias por meio de leis sociais.
A característica básica de um Estado Servil é uma legislação positiva aos homens possuidores dos meios de produção que obriga os demais homens livres (porém não possuidores desses meios) a vender sua força de trabalho em troca de meios mínimos para a subsistência.
A crítica de Belloc ao capitalismo começa pela constatação do fato de que nele, os meios de produção ficam limitados a um número muito pequeno de cidadãos. A massa que compõe o Estado capitalista é constituída por proletários. O que caracteriza a servidão capitalista, segundo Belloc, é a presença de uma “legislação positiva” que só promove direitos e privilégios aos que possuem os meios de produção.
Em oposição ao que ocorria na Idade Média, a “venda do trabalho” nos tempos do capitalismo está presente em toda a vida do sujeito e de forma coercitiva, sendo, em última instância, imposta pelos poderes do Estado. O salário pago ao proletariado não possibilita que seus membros se tornem, em um breve período de tempo, possuidores dos meios de produção. Sendo assim, a mobilidade social no dito sistema é quase nula.
Visto que a servidão das massas se dá pela concentração dos meios de produção, a solução lógica proposta por Belloc é a descentralização dos meios de produção como caminho para a liberdade do homem.
Essa primeira crítica de Belloc, embora seja introdutória, acaba por se tornar muito influente na ideia distributista, que vê na propriedade privada o único caminho para a liberdade. A partir dela, muitos distributistas construíram suas próprias críticas ao capitalismo. O próprio Belloc, posteriormente, retoma tal crítica como ponto de partida para maiores reflexões em livros como “The Restoration of Property” (1936) e “The Crisis of our Civilization” (1939).
A ideia central por trás da dita crítica é que, para o distributismo, a propriedade representa condição e salvaguarda da liberdade individual. É a propriedade e as associações intermediárias que permitem que o homem não seja tiranizado pelo Estado ou pelos detentores de capital. No distributismo a própria noção de democracia é tida como um contra-senso se não estiver baseada na distribuição da propriedade, pois, de acordo com essa corrente de pensamento, um homem sem posses é um homem destituído de poder e que está permanentemente dependente.

## Influência

### Ernst Friedrich Schumacher
O distributismo é conhecido por ter influenciado o economista Ernst Friedrich Schumacher , um convertido ao catolicismo. 

### Corporação Mondragón
A Corporação Mondragon, sediada no País Basco, em uma região da Espanha e da França, foi fundada por um padre católico, padre José María Arizmendiarrieta, que parece ter sido influenciado pelos mesmos ensinamentos sociais e econômicos católicos que inspiraram Belloc, Chesterton, padre Vincent McNabb e os outros fundadores do distributismo.

### Guilda de São José e São Domingos
As ideias distributistas foram postas em prática pelo Guilda de São José e São Domingos, um grupo de artistas e artesãos que estabeleceu uma comunidade em Ditchling, Sussex, Inglaterra, em 1920, com o lema "Homens ricos em virtude estudando beleza vivendo em paz em suas casas". A guilda procurou recriar um estilo de vida medieval idealizado à maneira do Movimento de Artes e Ofícios. Ele sobreviveu quase 70 anos até 1989.

### Big Society
Big Society foi a principal ideia política do manifesto eleitoral geral do Partido Conservador do Reino Unido em 2010. Alguns distributistas afirmam que o marketing retórico dessa política foi influenciado por aforismos da ideologia distributista e promove o distributismo. O objetivo declarado era "criar um clima que empoderasse as pessoas e comunidades locais, construindo uma grande sociedade que tiraria o poder dos políticos e o daria às pessoas". A Big Society declinou gradualmente como instrumento de política governamental ao longo do governo de 2010-2015.

## Distributistas notáveis
- Hilaire Belloc
- Cecil Chesterton
- G. K. Chesterton
- Dorothy Day
- Eric Gill
- Fr. Vincent MacNabb
- Arthur Penty
- Adam Doboszyński
- Ernst Friedrich Schumacher
- J. R. R. Tolkien
- Richard Williamson[7]
- Juan Manuel de Prada
- Gustavo Corção

## No Brasil
O distributismo é uma teoria de forte apoio entre brasileiros que se denominam chestertonianos. Vem também ganhando espaço no meio católico conservador.

### Gustavo Corção e Alceu Amoroso Lima
Foi defendida pelo autor chestertoniano Gustavo Corção e pelo líder católico Alceu Amoroso Lima (o Tristão de Ataíde), para cujo pensamento econômico Chesterton foi, indubitavelmente, um dos pensadores mais influentes. Considerando que as ideias distributistas pudessem ser encontradas também na obra do pensador nacionalista Alberto Torres, ele escreveu: "Foi por esse tempo que ele [Chesterton, quando da publicação de sua "Evolução da História da Humanidade"] desenvolveu uma teoria econômico-sociológica, à qual hoje me conservo mais ou menos fiel. Entusiasmado cheguei a fazer uma conferência na Escola Politécnica, a convite de seu diretor, Tobias Moscoso. Essa teoria, que iria mais tarde redescobrir em Alberto Torres, chamava-se distributismo."
Em seu livro "Três Alqueires e uma Vaca" (1961), dedicado a tratar da vida e obra de Chesterton, Gustavo Corção escreve uma seção denominada "Para não ser escravo". Aos longos dos capítulos ali inclusos, Corção disserta sobre o distributismo e suas críticas e inimigos (capitalismo e marxismo), apresenta e refuta as objeções a este sistema, trata do conceito de propriedade segundo Chesterton e a Doutrina Social da Igreja, apresenta uma defesa da importância do lar e, por fim, aborda a caridade cristã. Em suas palavras, sobre o distributismo e o capitalismo:

Não se pode dizer, rigorosamente, que Chesterton tenha uma doutrina social. Como já disse atrás ele é mais um homem de idéias do que um doutrinador, e o mérito de sua obra consiste na manipulação dessas idéias, na organização particular e original dos argumentos, a serviço da doutrina clássica. Seu distributismo não é mais do que a doutrina social da Igreja apresentada de um modo chestertoniano, caracterizando-se pela acentuação de certos pontos e não pelo conteúdo. A ideia central é a da defesa da pequena propriedade e da pequena empresa contra o gigantismo, que já no seu tempo ameaçava a sociedade, e que no nosso tornou-se uma calamidade declarada. Afirmava o direito à posse, não como uma concessão, mas ousadamente, como outorgado por Deus; admitia o capital enquanto indispensável reserva, mas não admitia, de modo algum, o capitalismo, porque a principal característica desse regime a seu ver está na raridade e não na abundância do capital. O capitalismo é uma situação em que quase ninguém tem o capital e em que quase ninguém possui.

[...] O que Chesterton combate é o capitalismo, e combate-o por esse motivo que pode parecer original: porque o capitalismo é, de fato, contrario á ideia de posse. Considerando o capitalismo nas suas origens e causas, estudando o ambiente do liberalismo e apreciando o fenômeno de dissociação entre o conceito de posse e o de responsabilidade moral, concluímos que o capitalismo foi gerado por um desregramento da propriedade e da liberdade; mas tomando o fenômeno tal como hoje se apresenta, considerando-o um fato, observamos que seu caráter atual é heterogêneo com suas origens, o que não é de espantar, tratando-se de um erro prático, que é necessariamente antinômico. O capitalismo, inteiramente desabrochado, tornou-se um paradoxo em relação às suas origens: a hipertrofia da ideia de posse tornou-se uma atrofia; a livre competição degenerou em privilégio. À primeira vista não parece existir privilégio, uma vez que a estrutura politicamente democrática assegura a qualquer cidadão as mesmas oportunidades e direitos de despojar os outros cidadãos. Na realidade esse julgamento é falso e resulta de uma confusão entre democracia política e democracia econômica.

[...] Não insisto na amoralidade ou na imoralidade dos processos que permitem o vertiginoso enriquecimento, mas insisto na especialidade técnica que faz do capitalista um privilegiado. Se o direito de posse é um direito comum não pode ser um privilégio. Logo, o capitalismo como tal, de fato, é uma negação do direito á propriedade privada.

### Integralismo
Na década de 1930, a ideia distributista foi defendida no Brasil pelo movimento nacionalista Ação Integralista Brasileira. Miguel Reale, um dos principais teóricos integralistas, escreve:

Hoje em dia, só tem crédito, só encontra recursos quem já possui uma base material que possa ser dada em garantia aos agiotas e aos bancos, em condições que todos bem conhecem. Raro é o indivíduo que consegue um crédito baseado apenas na capacidade pessoal de produzir, de criar. Estando nesta situação, neste círculo vicioso: para produzir precisamos de capital, mas, no regime capitalista, o crédito só se oferece quando a riqueza já está produzida...

O pequeno empreendedor, o artífice hábil, poucas probabilidades tem de erguer-se em um plano superior: o fato material do capital domina inteiramente o espírito criador, que se vê obrigado a se curvar, a se alugar, a se poder entre a massa dos "produtores anônimos".
[...] Popularização do crédito, normalização da função creditória, eis um dos problemas fundamentais de nossos dias.
Sem resolvê-lo, é tolice fazer leis sociais, é inútil bordar a constituição de palavras sonoras.

A questão, como se vê, é muito mais complexa do que pensam os social-democratas que se contentam com leizinhas de oito horas e se embuçam no subterfúgio do salário mínimo, panaceia que infelizmente ainda goza de imerecido conceito no meio de nossos trabalhadores. Não se trata de aumentar ou de garantir um salário, mas de abandonar gradativamente o regime do assalariado, de maneira que a retribuição de cada produtor seja proporcional, esteja em função da riqueza criada.
Hoje, a Frente Integralista Brasileira atua na defesa do distributismo. Em seu portal, é possível ver muitas referências ao ideário distributista. No artigo "O Estado Integral e a Economia", de Victor Emanuel Vilela Barbuy, lê-se: "Em matéria de Economia, o Estado Integral, inspirado nas lições do Evangelho, do pensamento tomista e da Doutrina Social da Igreja, defende o distributismo"; e, posteriormente: "No mesmo sentido das palavras de Gustavo Barroso, ponderou Hilaire Belloc que o capitalismo não é o sistema da propriedade, mas sim o sistema que 'emprega esse direito em benefício de uns poucos privilegiados contra um número muito maior de homens que, ainda que livres e cidadãos em [suposta] igualdade de condições, carecem de toda base econômica própria', isto é, o sistema econômico no qual os meios de produção são controlados por uma minoria e a esmagadora maioria dos cidadãos se encontra excluída e despossuída. Ainda neste diapasão, aduziu Gilbert Keith Chesterton que se poderia pensar que os grandes capitalistas são defensores da propriedade, mas, em verdade, são eles inimigos da propriedade, pois são inimigos de seus limites." No mesmo portal, é possível encontrar um Manifesto Distributista, creditado à Liga Distributista do Rio Grande do Norte, e um texto sobre a necessidade da adoção da doutrina distributivista pelo Estado integralista. "Como apontou o pensador integralista Gustavo Barroso, o Estado Integral se inspira na Doutrina Social da Igreja Católica, que apregoa políticas distributivistas que permitam às famílias o acesso à propriedade privada da terra. São diversos os exemplos de políticas distributivistas exitosas na história, dentro e fora do fenômeno religioso. [...] Devemos ter em mente que quando a família é elevada à condição de pilar econômico da sociedade, ela se fortalece também moralmente, e daí cria uma sinergia que contagia toda a sociedade. A competição familiar saudável estimula a inclusão de todos os indivíduos da família, e a ampliação da renda familiar permite o acesso dos filhos ao ensino superior e à cultura elevada. Nesse caso, a família não é a prisão como pensam de forma deturpada os filósofos libertários, mas a garantia de que os jovens tenham liberdade de escolha de futuro, de forma planejada e solidária no seio da família."

### Movimentos distributistas
A Sociedade Chesterton Brasil, maior entidade a difundir o pensamento chestertoniano no Brasil, vem se preocupando com a divulgação do ideal distributista. Um dos entrevistados pela Sociedade, o jurista Ives Gandra Martins Filho, embora considere que o distributivismo é "uma doutrina chestertoniana por demais otimista, olvidando os males do pecado original", ressalta: "Se nos ativermos a viver os princípios da doutrina social cristã em matéria de Justiça Social, conjugando, por exemplo, o princípio da proteção com o da subsidiariedade, teremos a justa equação do ponto de vista do equilíbrio na intervenção do Estado no domínio econômico e social, implementando aquela que é a Justiça Distributiva por natureza."
Verifica-se, também, o surgimento de novos grupos de ação distributista por todo o Brasil. A Liga Distributista do Rio Grande do Norte se destaca por suas atividades no referente à dotação de infraestrutura aos pequenos produtores do semiárido, como a construção de barragens subterrâneas, na edificação de bibliotecas comunitárias sob o pretexto de gerar desenvolvimento para áreas carentes e no apoio à agricultura familiar e doméstica, no Rio Grande do Norte e na Paraíba.

### Partidos políticos
No campo político, o Partido Humanista da Solidariedade (PHS) brasileiro afirmava-se oficialmente distributista. Em seu estatuto, lia-se: "Inspirado no Ensino Social Cristão, o PHS tem como bases: [...] O destino universal dos bens da Terra faz pesar sobre toda propriedade uma hipoteca social; O Bem Comum, crivo sob o qual devem ser avaliadas as mais diversas situações, é o conjunto das condições concretas que visam permitir a todos os membros de uma comunidade atingir condições de vida à altura da dignidade da pessoa humana, e constitui o sentido essencial do Estado; A primazia do trabalho (pessoas) sobre o capital (bens materiais) rege a organização da economia". Entretanto, em 19 de setembro de 2019, o PHS fundiu-se com o Podemos.
Outros partidos com ideais próximos: PSC, DC e Republicanos. São partidos que apoiam ideais cristãos, conservadores e familiares.